# Pamphorichthys hasemani
Pamphorichthys hasemani es una especie de peces de la familia de los pecílidos en el orden de los ciprinodontiformes.

## Morfología
Tanto los machos com las hembras pueden alcanzar los 2,5 cm de longitud total.

## Distribución geográfica
Se encuentran en América: Bolivia.